# Jeong Hyeong-don
Jeong Hyeong-don (en hangul, 정형돈; Busan, Corea del Sur, 7 de febrero de 1978) es un comediante y presentador surcoreano afiliado a la agencia FNC Entertainment.

## Biografía
Después de su graduación en Busan Electronic Technical (senior) High School en 1996, trabajó para Samsung Electronics en Suwon como ingeniero. Antes de entrar en la industria del entretenimiento Coreano, fue miembro de un equipo de comedia con sus colegas de Samsung.
Hizo su debut televisivo en  KBS Gag Concert en 2002 con un segmento llamado «Doremi Trio» (도레미 트리오). En ese segmento, cantó fragmentos de canciones de K-pop con golpes cómicos al final. El también entró a varios segmentos de MBC como Sunday Sunday Night y Exclamation! e Imagination Plus de KBS 2TV como anfitrión.  En 2005, él se convirtió en un anfitrión regular de Infinite Challenge de MBC.
En 2008, entró al programa de simulación de matrimonios We Got Married. Inicialmente fue emparejado con personalidad de televisión Saori hasta su salida del show, después de que asumió un papel alojamiento junto a Crown J y Seo In-young. Después de su salida en enero de 2009, Jung se emparejó con Taeyeon de Girls' Generation por su petición. La pareja causó un gran alboroto entre los internautas debido a la diferencia de edad de 11 años de la pareja y la gran base de fanáticos alrededor de Taeyeon y Girls' Generation. La relación terminó después de un cambio de formato en el espectáculo y la relación romántica preexistente de Hyungdon en el momento de la filmación.
Él y el rapero Defconn se convirtieron en los coanfitriones del programa de MBC Every 1 Weekly Idol en julio de 2011. En junio de 2015 firmó oficialmente con FNC Entertainment.

## Infinite Challenge
Es miembro fundador del programa de comedia de variedad real de MBC Infinite Challenge. Durante los primeros episodios él presenta su capacidad para nada, sino hacer reír a la gente. Hace su personaje como un «Awkward Piggy» (어색한 뚱보). Tiene la menor cantidad de apodos entre los miembros de Infinite Challenge. Esto se puso de manifiesto en el episodio 100 (101 en la TV) durante el debate de 100 minutos. A menudo es visto como una persona divertida porque él puede hacer cualquier cosa bien además de entretener. Pero fue más de 100 y fue reganado por miembros porque hasta ahora ninguno de ellos tuvo éxito en cualquiera de las competiciones del episodio 100. 
El 1 de enero de 2011, durante su emisión episodio 230, había condecorado a miembro MuDo del año 2010 con casi la mitad de los cibernautas en iMBC.com en votando por él (49%; 8 940 votos). Recibió dos veces tantos votos como el altamente reconocido jefe y coanfitrión del programa, Yoo Jae-suk (4,393 votos; 24%).
Sin embargo, en el progreso del tiempo, pudo lentamente ser gracioso por su propia cuenta. Él y su compañero presentador, Jeong Jun-ha, fueron bautizados como «Jung Brothers», debido a su similar apellido y «Fatty Brothers». A diferencia de la personalidad tímida de Jun-ha, Hyeong-don es más agresivo, más ingenioso y muy activo a pesar de su estatura. Por lo general se burla de sí mismo a través de chistes del cuerpo y cualquier payasadas, ganándose el apodo de «Crazy Presence» (미친 존재감 Michin Jonjaegam). Su otro apodo famoso es «Gaehwadong Orange Gang» (개화동 오렌지 Gaehwadong Orangejok) debido a su estilo de moda que fue mostrado por otros miembros como «20 años después» (banda de naranja siendo un término antiguo utilizado para la moda decadente juventud durante la década de 1980 y Gaehwadong es el nombre del barrio donde vivía antes en aquel momento). También consideró el líder de Big Bang, G-Dragon, que destaca por ser un icono de la moda, como su mayor rival. Cada vez que este último hizo apariciones especiales en el programa siempre amenazaba con cambiar la manera de G-Dragon.

## Hyungdon y Daejun
En junio de 2012, formó un dúo de hip-hop con el rapero Defconn. Sus colaboraciones han sido liberados bajo el apodo Hyungdon y Daejun.
En el año 2015, rapeó con Lizzy de After Shcol en su primer sencillo digital «Not An Easy Girl».

## Vida personal
El 13 de septiembre de 2009, él se casó con Han Yu-ra, una escritora de televisión. La pareja dio la bienvenida a sus primeras hijas gemelas, el 11 de diciembre de 2012. Él se graduó de la Universidad de Induck.

## Apariciones en televisión

### Programas actuales
- MBC Every 1: Weekly Idol (주간 아이돌), coanfitrión con Yoo Dae-joon (desde 2011)
- KBS 2TV: Our Neighborhood Arts and Physical Education (desde 2014)
- KBS2: Dancing High (댄싱하이), (desde 2018)[6]

### Programas antiguos
- KBS 2TV: Gag Concert (개그 콘서트, 2002)
- MBC: Sunday Sunday Night (단비 Danbi, Ayudar a los países en desarrollo), co-anfitrión (desde 2010)
- KBS 2TV: Explore TV-Cool Guys (TV탐험 멋진친구들), co-anfitrión
- KBS 2TV: Imagination Plus (상상플러스, 2005~2007), co-anfitrión
- MBC: Infinite Challenge (무한도전), co-anfitrión (2005 - 2015)
- SBS: Mystery Commandos(미스터리 특공대,2008)
- tvN: Rollercoaster (재밌는TV 롤러코스터, 2009~)
- SBS: GO Show (고쇼, 2012), co-anfitrión
- KBS 2TV: "Ba-ra-dun Bada"-Pilot (바라던 바다, 2013), co-anfitrión
- QTV: "Uh-rap Show!" (어랍쇼, 2013), co-anfitrión
- tvN: "Noon-Ssul-Mi" (눈썰미, 2013), co-anfitrión
- MBC Every 1: Hitmaker, co-anfitrión con Yoo Dae-joon
- JTBC: Please Take Care of My Refrigerator (냉장고를 부탁해, 2014-2015), co-anfitrión con Kim Sung-joo[7]

### Apariciones en programas de variedades
- SBS: Running Man (2012, Ep. 125)

## Premios y nominaciones
| Año  | Premio                                   | Categoría                                      | Trabajo nominado                                                                                       | Resultado |
| ---- | ---------------------------------------- | ---------------------------------------------- | --- | --------- |
| 2002 | 17th KBS Awards Comedian Contest Amateur | Statue                                         | Jeong Hyeong-don                                                                                       | Ganador   |
| 2003 | KBS Entertainment Awards                 | Best Newcomer Award – Comedy                   | Jeong Hyeong-don                                                                                       | Ganador   |
| 2003 | KBS Entertainment Awards                 | Top Excellence Award – Idea (Corner)           | Gag Concert: "Doremi"                                                                                  | Ganador   |
| 2004 | KBS Entertainment Awards                 | Excellence Award – Comedy                      | Gag Concert: "Beautiful Flowers"                                                                       | Ganador   |
| 2006 | MBC Entertainment Awards                 | Best Program Award                             | Infinite Challenge (compartido con los miembros del elenci)                                            | Ganador   |
| 2007 | MBC Entertainment Awards                 | Best Program Award                             | Infinite Challenge (compartido con los miembros del elenco)                                            | Ganador   |
| 2008 | MBC Entertainment Awards                 | Outstanding Male Entertainer                   | Jeong Hyeong-don                                                                                       | Ganador   |
| 2008 | MBC Entertainment Awards                 | Best Variety Show                              | Infinite Challenge (compartido con los miembros del elenco)                                            | Ganador   |
| 2008 | 89th National Athletic Competition       | Aerobic Amateur Club 6-People - 2nd place      | Infinite Challenge Team (compartido con los miembros del elenco)                                       | Ganador   |
| 2009 | MBC Entertainment Awards                 | Best Program Award                             | Infinite Challenge (compartido con los miembros del elenco)                                            | Ganador   |
| 2010 | KCTA Cable TV Broadcast Awards           | TV Star of the Year                            | Jeong Hyeong-don                                                                                       | Ganador   |
| 2010 | 5th Arena-Audi A-Awards                  | Top "Black Collar Workers" – Innovation        | Infinite Challenge Team                                                                                | Ganador   |
| 2011 | The 53rd National Rowing Championships   | 2000m Novice Inn (Premio especial)             | Infinite Challenge Team                                                                                | Ganador   |
| 2011 | MelOn Music Awards                       | Trend Award                                    | Infinite Challenge Theme – "West Coast Highway Song Festival" (compartido con los miembros del elenco) | Ganador   |
| 2013 | MBC Entertainment Awards                 | Most Popular Program                           | Infinite Challenge (compartido con los miembros del elenco)                                            | Ganador   |
| 2013 | MBC Entertainment Awards                 | "Best Couple" Award                            | Jeong Hyeong-don (con G-Dragon)                                                                        | Ganador   |
| 2013 | MBC Entertainment Awards                 | High Excellence Award for Variety Shows – Male | Jeong Hyeong-don                                                                                       | Ganador   |
| 2014 | KBS Entertainment Awards                 | Top Entertainer Award                          | Cool Kiz on the Block                                                                                  | Ganador   |
| 2014 | MBC Entertainment Awards                 | Entertainment Program of the Year              | Infinite Challenge (compartido con los miembros del elenco)                                            | Ganador   |
| 2015 | 42nd Korea Broadcasting Prizes           | Grand Prize                                    | Infinite Challenge (compartido con los miembros del elenco)                                            | Ganador   |
| 2015 | 51st Paeksang Arts Awards                | Best Variety Performer - Male                  | Jeong Hyeong-don (for Please Take Care of My Refrigerator, Infinite Challenge                          | Nominado  |
| 2015 | KBS Entertainment Awards                 | Variety Star Award                             | Jeong Hyeong-don                                                                                       | Ganador   |